# Clifford S. Leonard, Jr.
Clifford S. Leonard, Jr.  (* 22. April 1928 in New Haven (Connecticut); † 14. September 1999) war ein US-amerikanischer Romanist und Sprachwissenschaftler.

## Leben und Werk
Leonard, Jr. studierte an der Yale University und am Middlebury College (Mastergrad 1953). Er promovierte 1960 an der Cornell University in Ithaca (New York) mit der Arbeit A reconstruction of Proto-Rhaeto-Romance and its implications for the history of French (in: Dissertation Abstracts 20, 1961, S. 1946; Ann Arbor 1986).
Er lehrte von 1960 bis 1967 an der Cornell University und von 1967 bis 1969 an der University of Wisconsin–Madison, schließlich von 1969 bis 1994 als Associate Professor für Romanistik an der University of Michigan in Ann Arbor.

## Weitere Werke
- Umlaut in Romance. An essay in linguistic archaeology, Grossen-Linden 1978